# Нове Бахтіарово
Нове Бахтіа́рово (рос. Новое Бахтиарово, чув. Вăтаел) — присілок у складі Батиревського району Чувашії, Росія. Входить до складу Тойсинського сільського поселення.
Населення — 413 осіб (2010; 531 у 2002).
Національний склад:
- чуваші — 99 %